# 恋娘昔八丈
『恋娘昔八丈』（こいむすめむかしはちじょう）とは、人形浄瑠璃の演目のひとつ。全七段。安永4年（1775年）8月、江戸外記座にて初演。松貫四・吉田角丸の合作。

## あらすじ

### 初段
（廓の段）大名萩原蔵人の弟千種之介は、吉原の傾城十六夜とたがいに深く馴染み、今日は幇間も呼んで酒宴を開いている。千種之介は十六夜をどうにか身請けしたいと思っていたが、なにぶん部屋住みの身では大金を要する遊女の身請けは叶わない。すると日ごろより千種之介と付き合いのある武士の秋月一角は、萩原家の重宝である勝時の茶入れを質に入れて金を拵え、それで十六夜を身請けしたらよかろうという。その言葉に千種之介は喜んで従い、やがて萩原家の若侍尾花才三郎が勝時の茶入れを持って廓に来たが、茶入れを十六夜を身請けするための質物とすると聞いてびっくりし、千種之介を諌め別に用意した百両を出し、これを身請けの手付け金とするよう勧めた。
そこへ田舎の侍が出てきて、天下に聞えた勝時の茶入れを拝見したいと千種之介に乞う。千種之介と才三郎が茶入れを見せているところに一角が出て、その侍が茶入れを盗もうとする泥棒であると見顕し、侍は一角に痛めつけられた挙句に逃げ去った。ところがどさくさにまぎれて侍は茶入れを盗んでいったので、一角と才三郎は侍のあとを追ってゆく。
すると頬被りをした侍がそこへ現われた。これを最前の茶入れ泥棒と思った幇間や廓の若い者たちが侍を捕らえ、よってたかって痛めつけるが、よくみれば人違い、この侍の供をしていた奴も出てきて主人を痛めつけるとはどういうことだと騒ぐので、千種之介は致し方なく膏薬代として、奴に才三郎からもらった百両を渡してしまうことになる。
やがて誰も居なくなった廓の庭に、一角と茶入れ泥棒の侍、そして痛めつけられた侍と供の奴が寄り集まる。一角「丈八、喜蔵、角蔵も大儀であった」。みなぐるだったのである。

### 二段目
（道行夢路の二つ雁）茶入れ紛失の申し訳なさに、千種之介は家を出奔し、茶入れの行方を尋ねようとする。秋の草花の咲き乱れる野辺に十六夜も千種之介に付き従うが、やがて千種之介の姿を見失ってしまう…

### 三段目
（屋敷の段）…というのは、十六夜の見た夢であった。
ここは萩原家の屋敷である。才三郎の父で家老の尾花六右衛門は、茶入れ紛失の起りが十六夜の身請け話にあることから、廓から十六夜を身請けし、千種之介と茶入れの行方を詮議していた。十六夜は三日三晩眠ることを許されず責められており、ほんのつかの間に千種之介との道行の夢を見たのだった。しかし十六夜は千種之介が行方不明になったことを嘆くばかりなので、六右衛門は十六夜が何も知らぬと納得し、縄目を許す。そこへ秋月一角が訪れ、萩原家の外聞を考え十六夜は自分の知るべで預かろうという。六右衛門は一角の言葉に不審を感じ、もしや茶入れの…と思いつつ一角に十六夜の身柄を預ける。十六夜は一角の駕籠に乗り、一角もろとも屋敷を去っていった。
ところで才三郎は、同じく家中に仕える腰元のお駒とは恋仲であった。だがそれを六右衛門に知られてしまう。家中の者どうしの恋愛はご法度である。それが顕れたからには不義者の才三郎は切腹、お駒はそのあとを弔えと、六右衛門は人を付けて嘆くお駒を実家へとは返すのだった。
やがて、萩原蔵人と千種之介の母である後室名月院が現われ、茶入れのことについて六右衛門に尋ねる。すると六右衛門は、才三郎を呼ぶとせがれ才三郎こそ茶入れを盗んだ犯人であると取り押さえ扇で打つ。名月院は才三郎に怒る。六右衛門は、主君蔵人は今回の件につき千種之介に大変立腹しており、このままでは千種之介は身の破滅、そこで千種之介を助けるため才三郎を下手人とし、いったん事を収めようと考えたのだった。才三郎もそれを承知したが、盗人の汚名を着せられたまま死ぬのは武士として悔しいと涙を流すと、親の六右衛門も才三郎を打ちつつ心中では苦しむ。
なおも怒る名月院は自ら才三郎を責めようと庭に下り、六右衛門を含めたほかの者たちを下がらせ、水責めにせんと水を張った桶を用意した。ところがその水に映ったのは他ならぬ千種之介。いままで屋敷の櫓に隠れていてその姿が水に映ったのである。千種之介は兄蔵人や六右衛門、才三郎への申し訳なさに切腹しようとするが、才三郎はこのまま茶入れの盗人として自分を処罰するよう名月院に願う。すると名月院はいきなり目も見えなくなったと言い出し、才三郎を見逃すことにした。六右衛門も出てきて才三郎とともに名月院に感謝し、才三郎は主家を出て茶入れの詮議に向うのであった。

### 四段目
（祭の段）時に巷では明神の祭の最中で、太鼓の音もする夜のこと、そこへ十六夜が走って来た。十六夜は秋月一角の屋敷に連れて行かれ、女房になれと迫られたので逃げ出してきたのだった。一角が追い付き十六夜を捕らえ連れて行こうとする。嫌がる十六夜に、一角は自分が茶入れを盗ませて千種之介を陥れたことを話すが、近くで才三郎がその話を聞いていた。才三郎は十六夜を逃がし、茶入れを返すよう願うが、一角はそれを請合わず下手に出ている才三郎を痛めつける。
そこへ近くの川岸に猪牙舟が通りかかる。乗っていたのは一味の喜蔵、一角はとっさに所持していた勝時の茶入れを喜蔵に向って放ると、喜蔵は茶入れを受け取り舟は去ってゆく。それを見た才三郎は舟を追おうとするが、一角がやらじと斬りかかる。遠くで山車が賑やかに繰り出されるのを背景にふたりは斬り合い、ついに才三郎が一角を切り倒した。しかし人ひとりを殺したからにはその咎は免れない。主家の名も出ぬようにと、才三郎がこの場で腹を切ろうとすると、それをとめたのは六右衛門であった。六右衛門は一角を殺したのは自分だと、息子の身替りに腹を切る。それを嘆く才三郎を六右衛門は叱り、才三郎はやむなくその場を走り去るのであった。

### 五段目
（城木屋の段）それから一年が過ぎた。
あの腰元のお駒の実家は、城木屋という大店の材木問屋であった。だが城木屋は商売に差支えが出来、金繰りが悪くなっていた。そこへ自分が金を貸してやろうと、主の庄兵衛の前に現れたのが喜蔵、金を貸してやる代わりに自分を娘のお駒と祝言させろといってきたのである。父の庄兵衛はやむなく喜蔵との祝言を承知することにし、今日はその祝言が行われる日であった。庄兵衛は眼病を患い、店の差配は手代の丈八に任せていたが、この丈八もお駒に岡惚れしていた。
さて才三郎は藤七と名乗って廻り髪結となり、なおも茶入れの行方を探っていた。だがお駒のいる城木屋に来ると、今日はここに婿が来てお駒と祝言だという。これに才三郎は怒り、やがて出てきたお駒を責めるが、お駒が泣く泣く事情を話し才三郎への思いは変わらないと訴えるので、才三郎も落ち着いてお駒に詫びるのだった。
そこへ庄兵衛が、藤七殿に月代を剃ってもらおうと出てきたので、才三郎は庄兵衛の月代を剃る。庄兵衛はじつは、最前からの娘お駒と藤七こと才三郎の話を聞いていた。できることなら娘の気に染まぬ祝言などさせたくはない、しかし自分はもと武家奉公していたのが、のちに城木屋の先代に仕えた奉公人であり、それを見込まれて先代の娘、すなわちお駒の母の婿となった。店を潰しては先代に申し訳が立たない、いまは堪えてくれと言い残しその場を立った。才三郎もお駒も庄兵衛の苦しい胸の内を知ってともに嘆くが、やがて大勢の者の来る音がする。婿の喜蔵がもう表にまで来ていたのだった。お駒と才三郎はいったんこの場を別れる。
やがて喜蔵が内へと入り、庄兵衛と丈八が出迎える。だが喜蔵と丈八は互いを見て驚く。一年前にあの千種之介から茶入れと百両を奪い取った仲間どうしだったのである。思わぬところで出会ったのを、喜蔵は所持していた勝時の茶入れをそれとなく丈八に渡した。これを預けるから以前の悪事をばらすなという意味である。庄兵衛とともに喜蔵は奥へ入ったが、あとに残った丈八は、このままでは自分の惚れているお駒を喜蔵にとられることになる、それでは面白くない。ならばお駒を連れてここから逃げ出そうと考える。
奥の台所では客の膳の用意にあわただしく笑い声も漏れるのを、お駒はひとりつらい思いで聞いていた。最前の父庄兵衛の言葉を思い出してなおも悩んでいると、今度はお駒の母が出てきて、娘に灸を据えてくれと頼む。お駒は言われるままに母親に灸を据えたが、母もじつはお駒と才三郎のことはとっくに見抜いており、祝言は結ばずにこのまま才三郎とふたり、駆け落ちせよとそれとなく勧め、嘆く心を隠して奥へと入った。お駒は母の心を忝いとその場を立とうとするところへ才三郎が来たので、ともに落ちようとする。だが才三郎は最前、喜蔵と丈八が茶入れの話をするのを陰で聞いていた。喜蔵こそ茶入れの盗人と、お駒に喜蔵に近づいてその実否を糾すように頼む。お駒はそれを承知し、才三郎と別れる。丈八が出てきて自分と一緒に逃げようとお駒にいうが、お駒は当然相手にしない。すると丈八は喜蔵を毒殺しようと言い出し、毒薬を買いに店から飛び出す。そんな丈八をよそにして、お駒は覚悟を極めて奥へとは入るのだった。
（奥座敷の段）奥の座敷では喜蔵がすでに着替えて布団の上にいる。お駒はそこに入り、わざと喜蔵にしなだれかかるが、おまえにもほかに女がいるだろう、ほかの女と交わした起請文を出すようにと喜蔵にいう。茶入れに関わるものを所持していないかどうか、確かめるためだった。座敷の縁の下では、才三郎が潜んで様子を伺う。喜蔵は言われるままに自分の持ち物を見せつつ、じつは縁の下に誰か潜んでいるのに気付いていた。喜蔵は座敷から庭に出て、縁の下にいた才三郎を引きずり出す。才三郎は喜蔵が茶入れを盗んだ一味だろうと追及するが、証拠があるかと却って喜蔵にやり込められ、ついには散々に殴られる。そして喜蔵は自分の脇差を抜いて才三郎を斬ろうとするので、才三郎は手向いするが形勢わるくいよいよ絶体絶命、だがお駒は喜蔵が持っていた刀を手放したのを見て、その刀を取り喜蔵の脇腹にぐっと突っ込む。喜蔵は苦痛にのた打ち回って絶命した。
この騒ぎに庄兵衛と母が出てきて、この場の有様に仰天する。才三郎は自分が喜蔵を殺した罪をかぶろうと、腹を切ろうとする。ところが庄兵衛は、才三郎が萩原家の家老尾花六右衛門のせがれと聞いて驚く。以前庄兵衛が武家奉公していたというのは尾花六右衛門のことだったのである。しかし庄兵衛は身持ちの悪さから、主の六右衛門に手討ちにされそうになった。そのときちょうど生まれたのが才三郎、わが子の産まれた祝いとて、庄兵衛は許されて尾花家を出たのだった。お駒は、親にとっても義理のある才三郎を助けるため、このまま名乗って出る覚悟をする。両親はもとより才三郎もこのなりゆきに嘆くが、それまで隠れて様子を見ていた丈八が、恋の意趣返しにお上へ訴え出ると駆け出して行き、それを才三郎が追ってゆく。しかし程なく十手取り縄を手にした大勢の役人が、お駒を捕らえに城木屋に踏み込むのだった。

### 六段目
（詮議の段）お駒は捕まって役所の牢に入れられている。お駒の母は下女のお菊を供にして役所に行き、お菊にお駒への差し入れを持たせて入らせ、自らは門前で待っていた。だがお菊が差し入れをそのまま持って出て来た。お駒の処刑が本日に決まったのである。できることなら自分が代わりになり、娘の命を助けてと母はその場で泣き沈んだ。そこへ茶入れを所持した丈八が駆けて来て、それを才三郎が追いかけいったんは捕まえるがふたたび逃げられ、才三郎はなおも丈八を追ってゆく。これをみたお駒の母も、あわててそのあとを追っていった。 

### 七段目
（鈴が森の段）しかしお駒は、夫殺しの咎で処刑されることになった。鈴が森の刑場へと、馬に乗せられ引き回されるお駒。刑場では大勢の人の見る中に庄兵衛と母親が、変わり果てた娘の姿を見て嘆く。茶入れが出てくれば娘の罪も容赦されるかもしれない、だがそれも間に合わないのか。お駒はこの世の暇乞いをする。それを聞き、なお嘆く庄兵衛夫婦。いよいよ仕置きという段になった。
そこへ千種之介が、丈八を縛って連れた才三郎を供にして駆け来り、お駒の処刑を停止せよとのお上のお達しを記した書状を持って現われた。茶入れ盗難の下手人が丈八の口より明らかになり、その一味である喜蔵を殺したお駒にはお咎めなしとの裁きが下ったのである。お駒の命は助かり、人々は喜ぶのだった。

## 解説
本作は大岡政談の、世にいう「白子屋事件」を題材としたものである。これについては西沢一鳳の『伝奇作書』（続編上の巻）にも「昔八丈城木屋の説」と題してその実説がまとめられており、それによれば江戸新材木町（現在の日本橋堀留町一丁目の辺り）の材木屋白子屋庄三郎の娘お熊が母親や奉公人の忠八と共謀し、婿の又四郎を毒殺しようとしたが失敗、そこでさらに危害を加えようとした。これが露見し、時の江戸町奉行大岡忠相の裁きにより、お熊をはじめとする白子屋の者たちは処罰されることになった。それが享保12年（1727年）12月7日のことである。お熊は市中引き回しの上、浅草の刑場で獄門となったが、このとき白無垢の下着に黄八丈の小袖を重ね、首には水晶の数珠をかけて法華経を唱えていたという。本作の外題にある「昔八丈」とはこれに由来する。
『恋娘昔八丈』は、この事件から五十三年ほどして江戸で初演された。内容は大名萩原家をめぐるお家騒動風の脚色とし、その家中の若侍尾花才三郎が、お家の重宝勝時の茶入れを尋ね求める筋に、才三郎の恋人である城木屋のお駒が婿の喜蔵を手にかける話を絡めている。このお駒が実説のお熊にあたり、五段目「城木屋」では丈八がお駒に向って「近所の若い者の噂にも、あの城木屋の娘はきょうといものじゃ…色は白し、白い子じゃ、白子じゃ、城木屋じゃない白子屋のお駒じゃと云いやんすぞへ」と言い、また七段目「鈴が森」においてもお駒の姿が、「首にかけたる水晶の、数珠の数さへ」とあって実説を当て込んでいる。安永4年、外記座では5月以降興行を休んでいたが、8月になってこの浄瑠璃を出したところ大評判となり、翌年の5月まで続演されるという大当りとなった。特に「城木屋」は評判がよく以後も上演を繰り返しており、江戸で作られた義太夫浄瑠璃の代表作のひとつとなっている。歌舞伎では翌年の安永5年3月、中村座で上演され、常磐津節や新内節でも義太夫節から移調して曲目とする。近年の歌舞伎の舞台では取り上げられることがない。なお現在よく上演される河竹黙阿弥作の『梅雨小袖昔八丈』も白子屋事件を題材にしたものだが、これは幕末から明治にかけての落語家春錦亭柳桜が語った人情噺をもとにしている。